# Саньлунь
Саньлунь цзун (школа Трёх Трактатов — мадхьямака) буддийская школа мадхьямаки в Китае
В основе школы лежат три трактата (Сан лунь цзун), в которых излагалась философия мадхьямики:
1. Мадхьямика-шастра, Учение Срединного Пути, автор — Нагарджуна;
2. Двадаша-мукха-шастра, Учение Двенадцати Врат, автор — Нагарджуна;
3. Шата-шастра, Сто Учений, автор — Арьядэва.

Центральной философской категорией Санрон была «пустота» (Шуньята) как изначальная основа мира, а практическим идеалом для адепта объявлялся «срединный путь», то есть неприятие крайностей.